# Jane (serie televisiva)
Jane è una serie televisiva statunitense-canadese, che è andata in onda dal 2023. Creata da J.J. Johnson e prodotta da Sinking Ship Entertainment in associazione con la Jane Goodall Institute, la serie è stata trasmessa per la prima volta negli Stati Uniti su Apple TV+ dal 14 aprile 2023.
La serie è incentrata su una giovane ragazza, Jane Garcia (Ava Louise Murchison) con la missione di salvare gli animali in via di estinzione. Grazie alla sua immaginazione, insieme a i suoi migliori amici David (Mason Blomberg) e Greybeard (scimpanzé), vanno all'avventura per proteggere gli animali selvatici.
La serie è basata sulle opere di Jane Goodall.
In Italia, la serie ha debuttato anche nella stessa data della prima negli Stati Uniti.

## Trama
Una giovane ambientalista che idolatra Jane Goodall intraprende un'avventura con la sua migliore amica e uno scimpanzé per proteggere gli animali selvaggi del mondo.

## Produzione
La serie è stata ordinata da Apple TV+ nel febbraio 2021. La serie è stata interamente girata in Canada, ma alcune location sono state girate in Costa Rica e Africa.

## Episodi

### Prima stagione
| nº | Titolo originale       | Tema                          | Prima TV       | Prima TV Italia |
| -- | ---------------------- | ----------------------------- | -------------- | --------------- |
| 1  | Ursus maritimus        | Orso polare                   | 14 aprile 2023 | 14 aprile 2023  |
| 2  | Carcharodon carcharias | Grande squalo bianco          | 14 aprile 2023 | 14 aprile 2023  |
| 3  | Apis mellifera         | Ape europea                   | 14 aprile 2023 | 14 aprile 2023  |
| 4  | Acerodon jubatus       | Volpe volante dal capo dorato | 14 aprile 2023 | 14 aprile 2023  |
| 5  | Gavialis gangeticus    | Gaviale del Gange             | 14 aprile 2023 | 14 aprile 2023  |
| 6  | Balaenoptera musculus  | Balenottera azzurra           | 14 aprile 2023 | 14 aprile 2023  |
| 7  | Danaus plexippus       | Farfalla monarca              | 14 aprile 2023 | 14 aprile 2023  |
| 8  | Diceros bicornis       | Rinoceronte nero              | 14 aprile 2023 | 14 aprile 2023  |
| 9  | Rangifer tarandus      | Renna                         | 14 aprile 2023 | 14 aprile 2023  |
| 10 | Panthera tigris        | Tigre                         | 14 aprile 2023 | 14 aprile 2023  |